# Ufeinae
Ufeinae là một phân họ bướm đêm thuộc họ Noctuidae. Họ này chỉ có một chi là Ufeus.